# Land van Saint-Brieuc

Vlag van Bro-Sant-Brieg

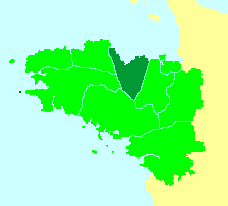
Ligging van Goëlo-Penthièvre

Het land van Saint-Brieuc of Goëlo-Penthièvre (Bretoens: Bro-Sant-Brieg of Goueloù-Pentevr, ook Penteur) is een historische streek in Bretagne, met als centrum het bisdom van Saint-Brieuc.
Tegenwoordig bestrijkt het gebied 131 gemeenten op ruim 2500 km² en bijna 300.000 inwoners.